# Битва при Уклесе
Битва при Уклесе (исп. Batalla de Uclés) — состоялась 29 мая 1108 года между войсками кастильцев и альморавидами.
Войско альморавидов возглавлял эмир Темим. Кастильцы проиграли битву из-за неудавшейся кавалерийской атаки и из-за того, что евреи, стоявшие на левом крыле кастильского войска, убежали с поля боя, а это позволило мусульманам нанести кастильцам сильный урон. В битве погибло до 3000 христиан, в том числе наследник престола — инфант Санчо, единственный сын Альфонсо VI.

## Предшествующие события
Главнокомандующий войсками альморавидов Юсуф ибн Ташфин, нанеся сокрушительное поражение Альфонсо VI в Заллаке в 1086, в связи со смертью сына был вынужден вернуться в Африку и не имел возможности насладиться достигнутой победой на подобающем уровне. После этого он пересек Пролив ещё четыре раза. В свой второй приезд (1088) Юсуф осадил Аледо, что обернулось абсолютной неудачей; однако, это лишь подняло его боевой дух. В третий (1090) — сместил правителей Тайф Гранады, Кордовы, Севильи, Малаги и Бадахоса. В четвёртый — дал сражение в Консуэгре (1097), в котором король Альфонсо VI был снова разгромлен и убит сын Сида Кампеадора. Тогда же альморавиды захватили Валенсию (1102) и заполучили важный стратегический путь для вторжения в центр полуострова. В пятый приезд Юсуфа (1103) состоялась битва в Салатрисес (1106), в которой Альфонсо VI был ранен в ногу.

## Движение к Уклесу
В сентябре 1106 Юсуф ибн Ташфин умер, наследником стал его сын Али ибн Юсуф, который решил возобновить военные походы, начатые отцом. После многочисленных нападений на каталонские графства он решил атаковать королевство Кастилии с восточного фланга, выбрав Уклес в качестве первоочередной цели.
Прежде Уклес являлся стратегическим пунктом кельтиберов, впоследствии подчиненных римлянами, от которых сохранились записи на латинском языке (в виде римского жертвенника, посвященного богу Айрону, который ныне находится в музее Сегобрига), и носил имя Пагус Окуленсис (Pagus Oculensis), откуда произошло Уклес (Uclés), Уклис (Uklis) — на арабском. После падения Сегобриги столичный характер приобрела территория Сантаверии, Уклес стал одним из её главных городов. Здесь в 775 году Аль-Фат б. Муса В. Ду-И-Нун восстал против Абд Ар-Рахмана I, а после воздвиг многочисленные сооружения, такие, например, как термы и мечети. Позже монархи Уклес были провозглашены королями Толедо.
После отвоевания кастильцами Толедо в 1085 году Аль-Кадир отправился в Куэнку (1085), а затем в Валенсию (1086), где с помощью Альвара Фаньеса был провозглашен королём. Тогда Уклес и прочие владения Сантаверии оказались под защитой Альфонсо VI, разместившего в Уклесе собственный гарнизон, который находился в теоретическом подчинении у Аль-Кадира, но управлялся Альваром Фаньесом.
Альморавидский эмир Али ибн Юсуф назначил своего брата Темима ибн Юсуфа, правителя Гранады, главнокомандующим армии. В первую декаду мая 1108 — последнюю Рамадана — он выехал из Гранады в Хаэн, где его войска соединились с войсками из Кордовы, направленными Мохаммедом ибн Аби Ранк. Проследовав через Баэсу, между Ла-Родой и Чинчилья они объединились с завоевателями Мурсии с Аледо и Валенсии (Абу Абд Аллах Мохаммед Айса и Абдаллахом ибн Фатима соответственно); таким образом, ни один отряд не оказался обособленным в момент вторжения на неприятельскую территорию.
Огромная армия, беспорядочная и недисциплинированная, двигалась вперед напрямую через плоскогорье, грабя и сжигая встречавшиеся на пути христианские поселения. Через двадцать — двадцать пять дней пути, в среду 27 мая, войска прибыли в Уклес.
Последний переход был совершен наспех, чтобы прибыть к утру — неожиданно для местных жителей. Войска пересекли реку Бедиха и взяли город, расположенный на восточном склоне крутой горы, растянувшейся с севера на юг, в котором находилась древняя арабская городская крепость (алькасаба), разительно отличавшаяся от оборонительного комплекса, который позже был построен в Уклес рыцарями ордена Сантьяго.
Изумленные внезапной атакой жители Уклеса немногое могли сделать, чтобы избежать разрушения нижних частей оборонительных сооружений и отразить натиск. Нападавшие захватили в плен тех, кто не успел укрыться в алькасабе. Городу был нанесен огромный урон: убийства, уничтожение флоры, разрушение домов, снос церквей, их крестов и скульптур, а звон сорванных колоколов сменили призывы муэдзинов. Местные мудехары приняли нападавших как освободителей, раскрыв им тайные помещения и проходы. После захода солнца мусульмане вернулись в лагерь, поставив по его краям часовых, чтобы избежать внезапных неприятельских нападений. В течение следующего дня, четверга 28, войска направили свои силы на штурм алькасабы и нанесли ей большой ущерб, однако взять крепость так и не удалось.

## Действия христиан
Когда христианский разведчик доложил о мобилизации альморавидской армии и выдвинул предположение об их направлении в Толедо, инфант Санчо Альфонсес и сопровождающая его придворная знать направили послов в Калатаньясор, Алкалу и другие города для набора войск и их размещения рядом с Толедо.
Уже собрав войска, по движению армии альморавидов христиане поняли, что она идет в сторону Уклеса, а не в Толедо, так что христианское войское двинулось в том же направлении и прибыло двумя днями позже мусульман, обнаружив взятый город и алькасабу, еще сдерживающую натиск.
Битва при Уклесе (1108) против альморавидов
Альфонсо VI не смог принять участие в битве, так как, недавно вступивший в брак, король находился в Саагуне на лечении после ранения, полученного в Салатрисес. Во главе христианских войск стал инфант Санчо Альфонсес, его сопровождали Альвар Фаньес и шесть графов, находившихся с ним в Толедо.
Санчо, плод связи Альфонсо VI с принцессой Саидой, был единственным сыном среди детей короля. Сразу после рождения он был признан наследником и назначен правителем всех христианских колоний, несмотря на то, что был внебрачным ребёнком, а его мать — мавританского происхождения. Отец был так привязан к нему, что с 1103 года имя Санчо фигурировало в королевских указах, обозначенное как «puer, regis filius, infans, regnum electus patrifactum y Toletani imperatoris filius». В «монетной рукописи», последнем документе, подписанном инфантом, указывается, что Альфонсо VI возлагает на него управление Толедо. Хронисты предполагают, что он был adhuc párvulo (еще ребёнок), умел ездить верхом, однако не мог защитить себя, из чего можно заключить, что возраст наследника составлял около тринадцати лет. Заботиться о молодом правителе смешанной крови стал его воспитатель, граф Нахеры Гарсия Ордоньес, которого называли Косоротый, либо Кудрявый; он же был назначен королём ответственным за безопасность сына.
В Леоне и Кастилье было двадцать семь представителей знати и семнадцать епископов. Таким образом, восемь объединившихся в Уклесе аристократов представляли собой пятую часть всех военных ресурсов королевства, насчитывая около 3.000-3.500 воинов, в числе которых были рыцари, оруженосцы, конюхи, ответственные за провиант, имущество и новобранцев.
Темим планировал отступить, не дав боя, но в ночь с четверга, с 28 на 29 мая, молодой мусульманин-дезертир из христианской армии в мельчайших подробностях предоставил всю информацию о ней мусульманским войскам. Темим собрал военный совет с правителями Мурсии и Валенсии, Абу Абд Аллах Мохаммед Айса и Абдаллахом ибн Фатима, на котором было решено участвовать в битве, но предварительно укрепить лагерь, усилив охрану и оборону против гарнизона крепости, на случай, если последний предпримет попытку вылазки во время боя.

## Битва
В связи со сложностью воссоздания битвы среди хронистов не существует единой версии о том, как она развивалась. Далее следует описание событий, изложенное М. Салас в главе «Битва при Уклесе 1108» книги «Уклес в истории» после анализа восьми хроник — четырёх арабских и четырёх христианских.
Как только начало светать, почти в 6 часов 29 мая, мусульмане заняли позиции на пути кастильцев, расположившись на юго-востоке от Уклеса. Передовой отряд состоял из воинов Кордовы, фланги формировали войска Мурсии и Валенси, а в центре находились гранадские солдаты под предводительством Темима.
Кроме того, армия имела в распоряжении лучников, организованных для боя в параллельные ряды. Тактика сгрупированных и дисциплинированных, слаженно действующих отрядов была новшеством для христиан, привыкших к одиночным поединкам. Две армии оказались друг напротив друга, лицом к лицу.
В хрониках указывается руководство кастильско-леонской армии: инфант Санчо, Альвар Фаньес, граф де Кабра, Гарсия Ордоньес — воспитатель Санчо, градоначальники Толедо, Калатаньясор и Алькала-де-Энарес и другие. Расстановка христианских войск, скорее всего, была следующей: в центре находился Альвар Фаньес, на одном из флангов (который в итоге был пробит) располагался Санчо, сопровождаемый Гарсия Ордоньес и ещё несколькими графами, остальная знать занимала второй фланг.
Христианские войска атаковали своей тяжелой кавалерией передовой отряд Кордовы, заставив его понести большие потери. Мусульмане отступили строем, ожидая поддержки Темима с тыла. Тогда состоящие из легкой кавалерии фланги альморавидов, управляемые правителями Мурсии и Валенсии, начали окружение кастильских войск, которые вскоре всем лагерем оказались зажаты в кольцо — так же, как это случилось в Заллаке. Это была тактика tornafuye (нападение-отступление), так хорошо известная Сиду Кампеадору.
В рядах христиан царил беспорядок: не хватало времени для защиты со всех флангов, а в связи с бегством вспомогательного войска евреев предпринять запасной план оказалось невозможным. Ситуация становилась все более напряженной, и основные силы кастильцев были сконцентрированы на спасении королевского сына. Ниже приведены слова Родриго Хименес де Рада, которые затем дублируются в «Первой всеобщей хронике Испании» («Primera Crónica General»):
Когда враг нанес тяжелое ранение лошади, на которой ехал инфант Санчо, тот сказал Графу: "Отец, отец, мой конь ранен". На что граф ответил: "Погоди, скоро и тебя ранят". В этот момент конь пал, и вместе с ним на земле оказался и сын короля. Тогда граф спустился к нему и расположил тело Санчо между собой и щитом, а в это время кругом летала и упивалась смерть. Граф, будучи бравым рыцарем, защищал инфанта, закрывая его с одной стороны щитом, а с другой - шпагой, умервщляя столько мавров, сколько был способен умертвить; однако, когда ему отрубили ногу, он не мог больше держаться и упал так, чтобы оказаться сверху мальчика, дабы умереть раньше ребенка.
Родриго Хименес де Рада, История событий Испании
В этой версии, весьма драматичной, как и во многих, описывается лишь первая часть битвы.
Христианская «Хроника происшествий Испании» (De rebus Hispaniae) не указывает на то, что именно тогда погиб Санчо. Если бы его тело находилось на поле битвы во время пересчета, то грамота, составленная позже Темимом, содержала бы информацию о человеке такой важности.
Войскам Альфонсо VI пришлось изрядно потрудиться, чтобы увести инфанта с поля боя; это замедлило отступление и увеличило количество жертв.
Мусульмане преследовали бежавших и, в связи с раной или ушибом, полученным Санчо после падения и, соответственно, с медленной скоростью передвижения кавалерийского отряда, настигли их. Другим фактором, повлиявшим на то, что христианские войска не успели уйти, стала тяжелая кавалерия (очень эффективная при первичных атаках, но слишком неповоротливая при маневрах и отступлении), тогда как альморавиды предпочитали легкую кавалерию, которую также с успехом использовали для нападений на караваны.
Столкновение произошло по прибытии в местечко под названием Сикуендес: семь графов и их подчиненные, которых настигли альморавиды, были вынуждены опять вступить в бой, чтобы прикрыть отступление инфанта и некоторых знатных рыцарей к замку Белинчона. В то же время Альвару Фаньесу, командовавшему большей частью уцелевшей армии, удалось найти путь для спасения, по которому христиане и направились в Толедо.
Инфант Санчо Альфонсес, возможно, по причине своей молодости и усталости (согласно гипотезе Леви-Провенсаль ему было 14 лет и 8 месяцев), возможно, из-за тяжелого ранения после падения или очередного военного столкновения, не смог присоединиться к бежавшим в Толедо и искал укрытия в замке Белинчона, расположенного в 22,5 км от Уклеса. Однако, мусульмане Белинчона, узнав, что армия альморавидов подошла совсем близко и причин бояться христиан больше не было, восстали против немногочисленного кастильского гарнизона и убили инфанта Санчо вместе со всеми, кто его сопровождал.
Когда остатки войск прибыли в Толедо и предстали перед Альфонсо VI, на вопрос короля: «Где мой сын?», найти ответ они так и не смогли, впрочем, тогда ещё никто не знал, что инфант уже был мертв.
Позже тело Санчо возвратили христианам, и молодого правителя похоронили в монастыре Саагуна (Леон) рядом со своей матерью.
Лишение стратегической крепости Уклеса, разгром армии, потеря огромного количества знатных воинов и в особенности смерть сына нанесли королю и его двору тяжелый удар, от которого сам он так и не оправился. В следующем году Альфонсо VI скончался.
Река Бедиха (согласно Марино Повес, Бедиха означает «река святой войны» (wadi yihad)) окрасилась в красный цвет, поле боя осталось усеяно трупами. Альморавиды не взяли пленных. Те раненные, которые не могли бежать, были убиты. Затем им отрезали головы, в общей сложности — около трех тысяч, — которые сложили в одну кучу. С образовавшегося пригорка мауэдзины призывали к молитве, восхваляя Аллаха и благодаря его за одержанную победу.
Укрывавшиеся в Уклесе, чувствуя себя в безопасности, остались в крепости, лишив поддержки в битве своих единоверцев. Темим ибн Юсуф решил не продолжать осаду цитадели и поспешно вернулся в Гранаду, возложив взятие алькасабы на правителей Мурсии и Валенсии. Не располагая средствами для осады и осознавая сложности, с которыми придется столкнуться при штурме этого громадного сооружения с внушительными стенами, мусульмане изобразили отступление и сели в засаде. Когда же осажденные решили покинуть крепость и уйти в безопасное место, альморавиды внезапно их атаковали, часть убив, а остальных взяв в плен.
За восстанием в Белинчоне и покорением Уклеса последовали потери Оканьи, Амасатриго, Уэте и Куэнки, что значительно облегчило эмиру Али двумя годами позже начать военную кампанию, результатом которой стало включение Сарагосы в состав империи альморавидов.

## Последствия
К основным последствиям битвы при Уклесе можно отнести следующее: король Альфонсо VI остался без сына-наследника, в результате чего управление королевством досталось его дочери, Урраке Кастильской. Супружеские размолвки Урраки с мужем, королём Арагона Альфонсо I Воителем, повлекли за собой междоусобную борьбу. Тогда же получила независимость Португалия, что в совокупности значительно оттянуло реконкисту.
Мусульмане стали называть место, где состоялась битва, Семь Свиней. Позже комендант Уклеса, Педро Франко, переименовал его в Семь Графов (Siete Condes), созвучное с Сикуэндес (Sicuendes). С таким именем в шести километрах от крепости, между Трибальдос и Вильяррубио, позже появился городок (в настоящее время уже исчезнувший с лица земли).

## Семь графов
Исследователи XX века задавались вопросом определения семи графов, сопровождавших инфанта Санчо Альфонсес и впоследствии погибших в Сикуендес, защищая его. Бернард Рэйли, анализируя собрание документов Альфонсо VI, выделяет людей, фигурирующих в них до 1108 года и отсутствующих после битвы при Уклесе. К их числу были отнесены следующие представители знати: Мартин Флаинес, Гомес Мартинес, сын графа Мартина Альфонсо, Фернандо Диас, Диего Санчес и его брат Лопе Санчес, которые были племянниками Лопе Хименеса. К ним следует добавить графа Нахеры Гарсию Ордоньеса, воспитателя инфанта.